# Pałac w Szczawinie
Pałac Glinków w Szczawinie – klasycystyczny pałac w Szczawinie, w powiecie ostrołęckim, zbudowany dla rodziny Glinków ok. 1830 roku według projektu Adama Idźkowskiego.
Rodzina Glinków weszła w posiadanie majątku Szczawin w połowie XVIII wieku w wyniku małżeństwa Antoniego Glinki z wdową po poprzednim właścicielu Wojciechu Kazimierzu Przeradowskim, Bogumiłą z Mostowskich. Wnuk Antoniego i Bogumiły Józef Glinka, radca województwa płockiego i sędzia pokoju powiatu ostrołęckiego, żonaty z Marią z Okęckich, zlecił budowę pałacu znanemu warszawskiemu architektowi Adamowi Idźkowskiemu.
Idźkowski zaprojektował pałac wzorowany na renesansowych willach Andrei Palladio, przede wszystkim na willi Badoer we Fratta Polesine oraz willi Emo w Fanzolo. Pałac składa się z pięcioosiowego korpusu głównego, poprzedzonego portykiem o kolumnach toskańskich, połączonego czteroosiowymi galerami korytarzowymi z dwoma trójosiowymi pawilonami. Od ogrodu do korpusu przylega taras. Idźkowski zaprojektował również duży park krajobrazowym z nieregularnymi stawami, który uzupełniony został w 1898 według projektu Waleriana Kronenberga. Na terenie parku znajdował się stary dwór, prawdopodobnie drewniany, z XVIII lub XVII wieku, który jednak spłonął w 1919 roku.
Pałac był w posiadaniu rodziny Glinków do 1939 roku. Po Józefie Glince majątek odziedziczył Mikołaj Zenon Glinka, zamężny z Marią Watta-Kosicką, a po jej śmierci ze swoją kuzynką Marią Augustą Okęcką. W skład dóbr szczawińskich wchodziły folwarki Szczawin, Grodzisk, Ponikiew Wielka, Czarnów, łącznie obejmując 7701 mórg ziemi. Ponadto Mikołaj Glinka posiadał też majątek Susk Stary.
Mikołaj Zenon, zmarły w 1907 roku, z pierwszego małżeństwa miał dwóch synów Antoniego i Władysława Bonifacego, a z drugiego małżeństwa Zygmunta. Dziedzicem Szczawina został Antoni, Władysław Bonifacy odziedziczył majątek w Susku Starym, a Zygmunt w Mękarzowie. Mimo podziałów majątek szczawiński pozostał jednym z największych w guberni łomżyńskiej. 
W l. 1890-1894 roku pałac przeszedł gruntowny remont, a także uporządkowano park według projektu Waleriana Kronenberga w 1898 roku. W 1918 roku do galerii wschodniej został dobudowany drugi trakt. Antoni Glinka zmarł w 1933 roku, a majątek odziedziczył po nim syn Stanisław. W czasie II wojny światowej majątkiem zarządzał Niemiec Radke. Po wojnie majątek przekształcono w PGR, a następnie w Spółdzielnię Pracy. Kolejnym użytkownikiem pałacu była szkoła podstawowa. W 1977 roku szkoła została przeniesiona z niszczejącego pałacu do pobliskiego Goworowa. W 1998 stał się własnością rodziny Sawczuków z Ostrowi Mazowieckiej. W pałacu mimo zniszczeń zachowały się boazerie, szafy i kredensy ścienne, sztukaterie oraz kominki, w tym neobarokowy z końca XIX wieku. Po remoncie pałac pełni funkcje hotelowe i bankietowe.
Wokół pałacu zachowały się pozostałości dawnego gospodarstwa i folwarku, w tym murowany z kamienia i cegły spichlerz oraz murowana z kamienia stodoła, oba budynki z początku XX wieku. Wzdłuż południowej granicy parku wiedzie aleja lipowa do Goworowa. Tuż przy niej, na rozwidleniu dróg, znajduje się zabytkowa, neogotycka, kamienna figura Matki Boskiej Niepokalanie Poczętej, wystawiona w 1860 roku w intencji zmarłej w tymże roku Wiktorii Wyczechowskiej.